# Mads Reinholdt
Mads Hedekær Reinholdt (født 11. juli 1981 i Hørsholm) er en dansk politolog, der siden 2024 har været direktør for Fagbevægelsens Hovedorganisation (FH)..
Mads Reinholdt blev cand.scient.pol. fra Københavns Universitet i 2009 og har efterfølgende taget HD i organisation og ledelse fra Copenhagen Business School i 2014. Han har tidligere arbejdet for Socialdemokratiet i både Folketinget og Europa-Parlamentet, ligesom han har været ansat i Dansk Standard. Endelig har han været sekretariatschef hos Socialpædagogernes Landsforbund.
Fra 2020 til ansættelsen i FH var han direktør for Forbrugerrådet Tænk. Sideløbende med ansættelsen i FH er han bestyrelsesformand for A4 Medier.
Han var i 2007 opstillet til Folketinget for Socialdemokraterne i Rudersdalkredsen.
Privat bor han i Vanløse med sin hustru og parrets tre børn.